# Hristo Cvetkov
Hristo Cvetkov (in bulgaro Христо Цветков?; Euglene, 6 marzo 1934 – Sofia, 31 gennaio 2018) è stato un cestista bulgaro.

## Carriera
Con la Bulgaria ha disputato i Giochi olimpici di Roma 1960 e i Campionati europei del 1961.